# Awake (Dream Theater)
Awake är det amerikamska progressiv metal/progressiv rock-bandet Dream Theaters tredje studioalbum, utgivet 1994 av skivbolaget EastWest. Det är mycket tyngre och mörkare än bandets tidigare studioalbum, och är det sista albumet med Kevin Moore på keyboard.

## Låtlista
1. "6:00" – 5:31
2. "Caught in a Web" – 5:28
3. "Innocence Faded" – 5:43
4. "A Mind Beside Itself: I. Erotomania" (instrumental) – 6:44
5. "A Mind Beside Itself: II. Voices" – 9:54
6. "A Mind Beside Itself: III. The Silent Man" – 3:48
7. "The Mirror" – 6:45
8. "Lie" – 6:34
9. "Lifting Shadows off a Dream" – 6:05
10. "Scarred" – 10:59
11. "Space-Dye Vest" – 7:30

Text: Kevin Moore (spår 1, 8, 11), James LaBrie/John Petrucci (spår 2), John Petrucci (spår 3, 5, 6, 10), Mike Portnoy (spår 7), John Myung (spår 9)
Musik: Dream Theater (spår 1–5, 7–10), John Petrucci (spår 6), Kevin Moore (spår 11)

## Medverkande
Dream Theater
- James LaBrie – sång
- Kevin Moore – keyboard
- John Myung – basgitarr
- John Petrucci – gitarr
- Mike Portnoy – trummor

Bidragande musiker
- John Purdell – bakgrundssång (spår 6)
- Rick Kern – programmering (spår 11)

Produktion
- John Purdell, Duane Baron – producent, ljudtekniker, ljudmix
- Ted Jensen – mastering
- Dan Muro, Derek Oliver – omslagsdesign
- Larry Freemantle – omslagskonst
- Dennis Keeley – foto